# Astragalus tehuelches
Astragalus tehuelches är en ärtväxtart som beskrevs av Carlos Luis Spegazzini. Astragalus tehuelches ingår i släktet vedlar, och familjen ärtväxter. Inga underarter finns listade i Catalogue of Life.